# Ignace Gelb
Ignace Gelb (ur. 14 października 1907 w Tarnowie, zm. 22 grudnia 1985 w Chicago) – amerykański historyk i językoznawca pochodzący z Tarnowa. 
W latach 1917–1925 uczęszczał do szkoły w Tarnowie. Po maturze wyjechał do Florencji by zapoznać się z dziełami sztuki Renesansu, wkrótce jednak zainteresował się kulturą Bliskiego Wschodu i od roku 1926 studiował orientalistykę w Rzymie. Po uzyskaniu stopnia doktora filozofii na rzymskim uniwersytecie La Sapienza w roku 1929 wyjechał do Stanów Zjednoczonych, gdzie został zatrudniony w Instytucie Orientalistyki Uniwersytetu w Chicago. W roku 1947 został powołany na profesora asyrologii na tej uczelni i pozostał na tym stanowisku do przejścia na emeryturę w roku 1980.
Ignace Gelb stworzył termin „gramatologia” na określenie studiów nad systemami pisma. Pracował nad odczytaniem hieroglifów hetyckich. 
W opublikowanym w roku 1952 dziele A Study of Writing ogłosił teorię, według której pismo rozwija się w jednym kierunku, a mianowicie od logografii poprzez sylabarię do alfabetu.
W dziedzinie asyrologii zajmował się odczytaniem tekstów w języku akadyjskim.
W roku 1975 Ignace Gelb został wybrany członkiem Amerykańskiego Towarzystwa Filozoficznego (American Philosophical Society). W latach 1965–1966 sprawował funkcję prezesa Amerykańskiego Towarzystwa Orientalistycznego (American Oriental Society).